# Courchavon
Courchavon ist eine politische Gemeinde im Distrikt Porrentruy des Kantons Jura in der Schweiz. Der frühere deutsche Name Vogtsburg wird heute nicht mehr verwendet.

## Geographie
Courchavon liegt auf 407 m ü. M., 3 km nordwestlich des Bezirkshauptorts Porrentruy (Luftlinie). Das ehemalige Strassenzeilendorf erstreckt sich in der Talniederung der Allaine, in der Ajoie.
Die Fläche des 6,2 km² grossen Gemeindegebiets umfasst einen Abschnitt des hier relativ schmalen Allaine-Tals und reicht auf die oft bewaldeten umliegenden Tafeljurahöhen der Ajoie. Im Osten erstreckt sich das Gebiet in den Bois de Sapins (bis 530 m ü. M.), im Westen auf die Hochfläche von Bure, in die mehrere kleine Täler eingetieft sind, die sich zur Allaine hin öffnen. Der höchste Punkt der Gemeinde liegt auf 610 m ü. M. Von der Gemeindefläche entfielen 1997 5 % auf Siedlungen, 60 % auf Wald und Gehölze, 33 % auf Landwirtschaft, und rund 2 % waren unproduktives Land, das zum Waffenplatz von Bure gehört.
Zu Courchavon gehören der Weiler Mormont, 533 m ü. M., in einem Tal auf der Ostabdachung der Höhe von Bure, sowie einige Einzelhöfe. Nachbargemeinden von Courchavon sind Porrentruy, Bure, Basse-Allaine und Coeuve.

## Bevölkerung
Mit 314 Einwohnern (Stand 31. Dezember 2023) gehört Courchavon zu den kleineren Gemeinden des Kantons Jura. Von den Bewohnern sind 95,6 % französischsprachig, 3,4 % deutschsprachig und 0,7 % portugiesischsprachig (Stand 2000). Die Bevölkerungszahl von Courchavon belief sich 1850 auf 306 Einwohner, 1900 auf 311 Einwohner. Im Verlauf des 20. Jahrhunderts pendelte die Einwohnerzahl stets im Bereich zwischen 270 und 320 Personen.

## Wirtschaft
Das noch heute landwirtschaftlich geprägte Dorf hatte im 19. Jahrhundert etwas Uhrenindustrie. Ausser in der Landwirtschaft und im lokalen Kleingewerbe gibt es nur wenige Arbeitsplätze im Dorf. Viele Erwerbstätige sind deshalb Wegpendler und arbeiten in der Region Porrentruy.

## Verkehr
- Courchavon liegt an der rege befahrenen Hauptstrasse 6 von Porrentruy via den Grenzübergang Boncourt nach Belfort oder Montbéliard in Frankreich. Seit der Eröffnung des Teilstücks der Autobahn A16 von Boncourt nach Porrentruy ist das Dorf vom Durchgangsverkehr entlastet.
- Am 23. September 1872 wurde die Eisenbahnstrecke Porrentruy–Delle mit einem Bahnhof in Courchavon durch die Bahngesellschaft Chemin de fer Porrentruy–Delle (PD) eröffnet.

## Geschichte
Funde von zwei Feuersteinen belegen die Präsenz des Menschen bereits während der Steinzeit auf dem Gemeindegebiet von Courchavon. Das Dorf wird 1279 erstmals als Corchavon erwähnt. Die Bezeichnung geht vermutlich auf den Hof eines Mannes mit dem lateinischen Namen Calvus zurück. Courchavon teilte die wechselvolle Geschichte der Ajoie, die 1271 zum ersten Mal an das Fürstbistum Basel kam. Vom 16. bis zum 18. Jahrhundert gehörte es zusammen mit Mormont zum Meieramt Courtedoux. Während des Dreissigjährigen Krieges wurde der Ort 1635 zerstört. 
Von 1793 bis 1815 gehörte Courchavon zu Frankreich und war anfangs Teil des Département du Mont-Terrible, ab 1800 mit dem Département Haut-Rhin verbunden. Durch den Entscheid des Wiener Kongresses kam der Ort 1815 an den Kanton Bern und am 1. Januar 1979 an den neu gegründeten Kanton Jura. 
Courchavon war ursprünglich am Fusionsprojekt Basse-Allaine beteiligt. Im Juni 2007 stieg die Gemeinde aber aus – namentlich aus fiskalischen Gründen. Die per 1. Januar 2009 gegründete Gemeinde besteht daher lediglich aus den Orten Buix, Courtemaîche und Montignez.

## Sehenswürdigkeiten
- Die Pfarrkirche Saint-Jean wurde 1844–45 erbaut. Sie besitzt in einer Seitenkapelle eine Madonna mit Kind aus dem 13. Jahrhundert, die zu den schönsten gotischen Muttergottesstatuen der Schweiz zählt.
- An erhöhter Lage über dem Dorf steht die Tour de Mormont, der spätgotische Glockenturm einer aus dem Jahr 1628 stammenden Kirche, die im 19. Jahrhundert abgebrochen wurde.
- In der Nähe befinden sich auch die Ruinen des ehemaligen Schlosses Châtelvouhay, das im 13. und 14. Jahrhundert bewohnt war. Im Weiler Mormont steht die 1974 erbaute Kapelle Saint-Nicolas de Flüe.

## Bilder

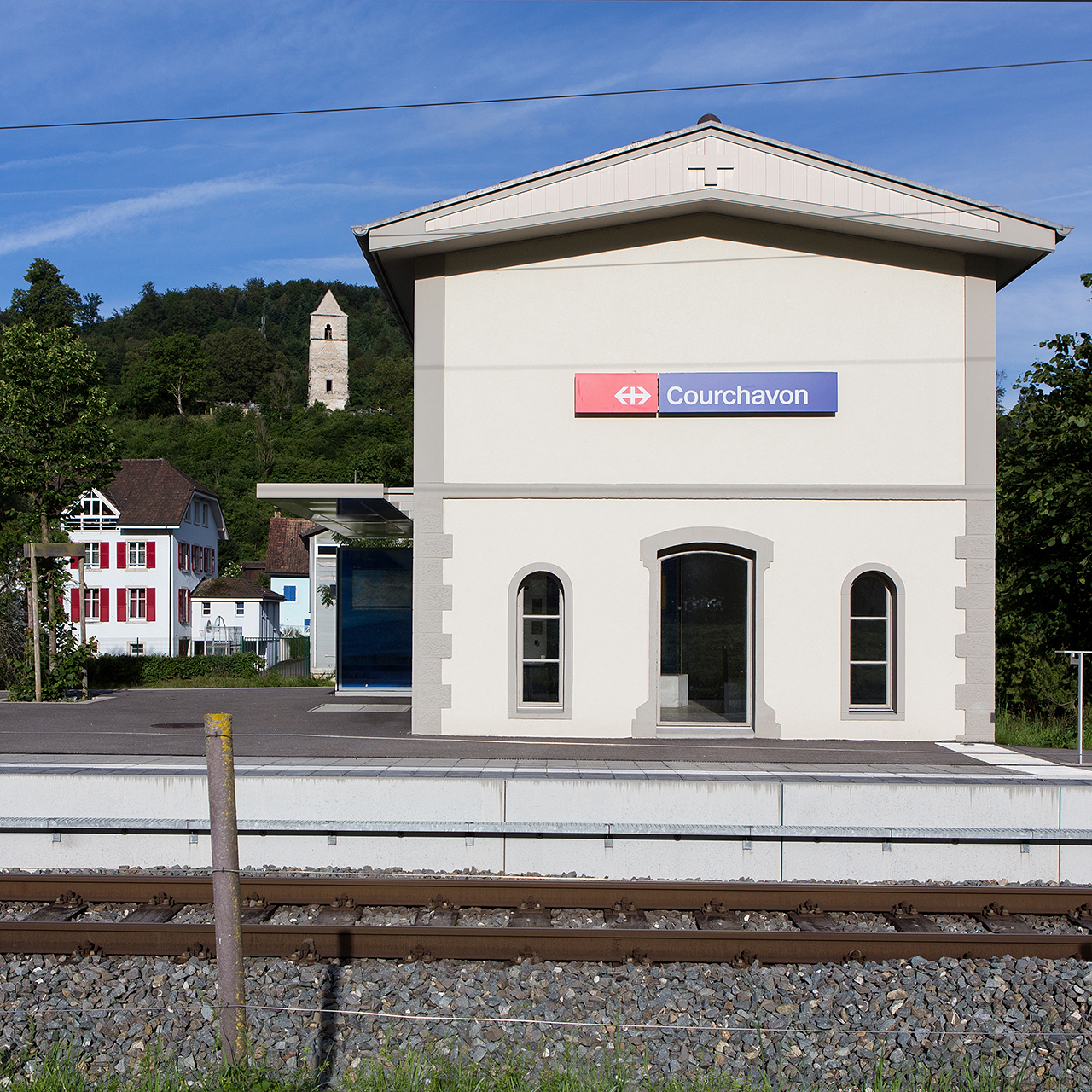
Bahnhof
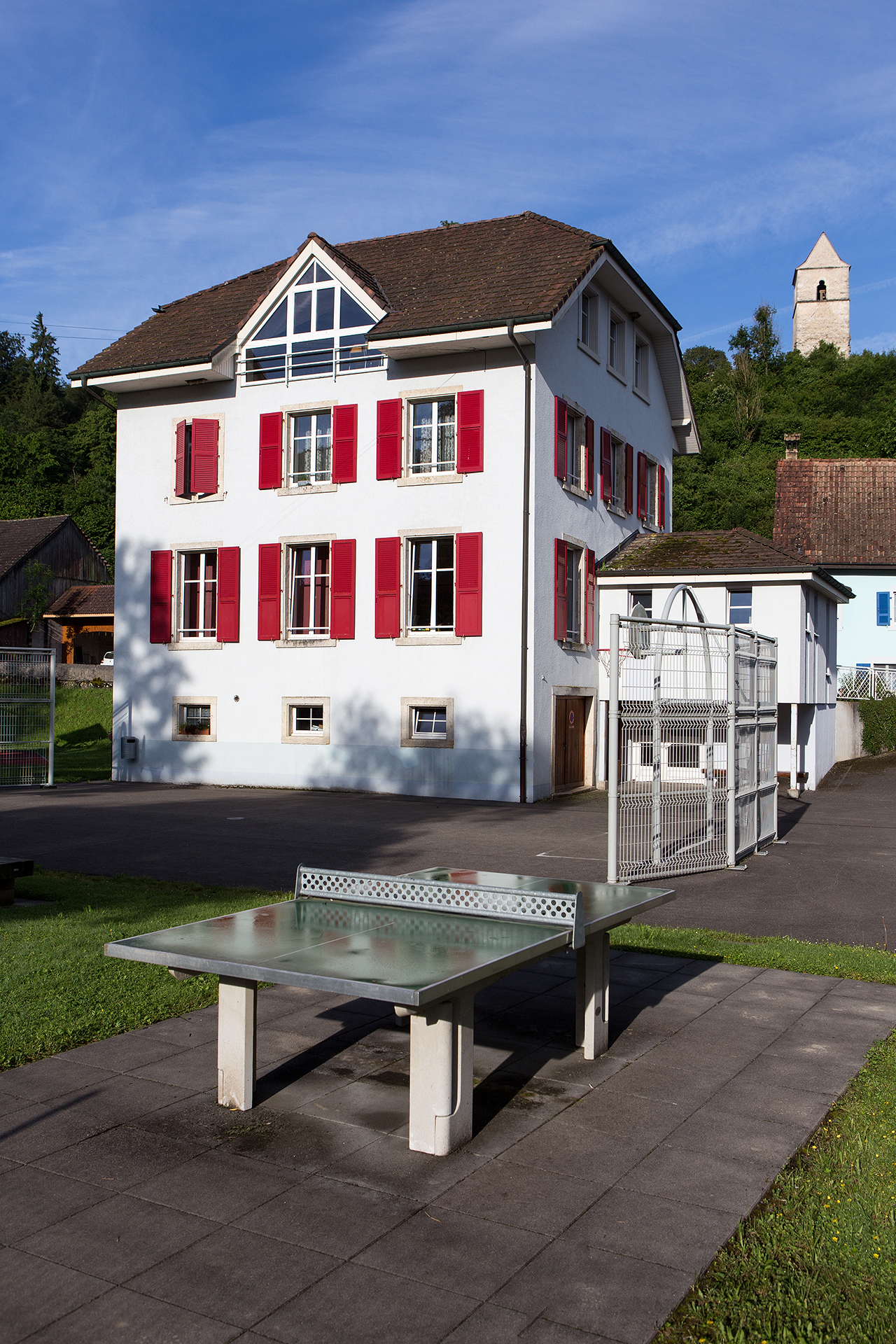
Primarschulhaus
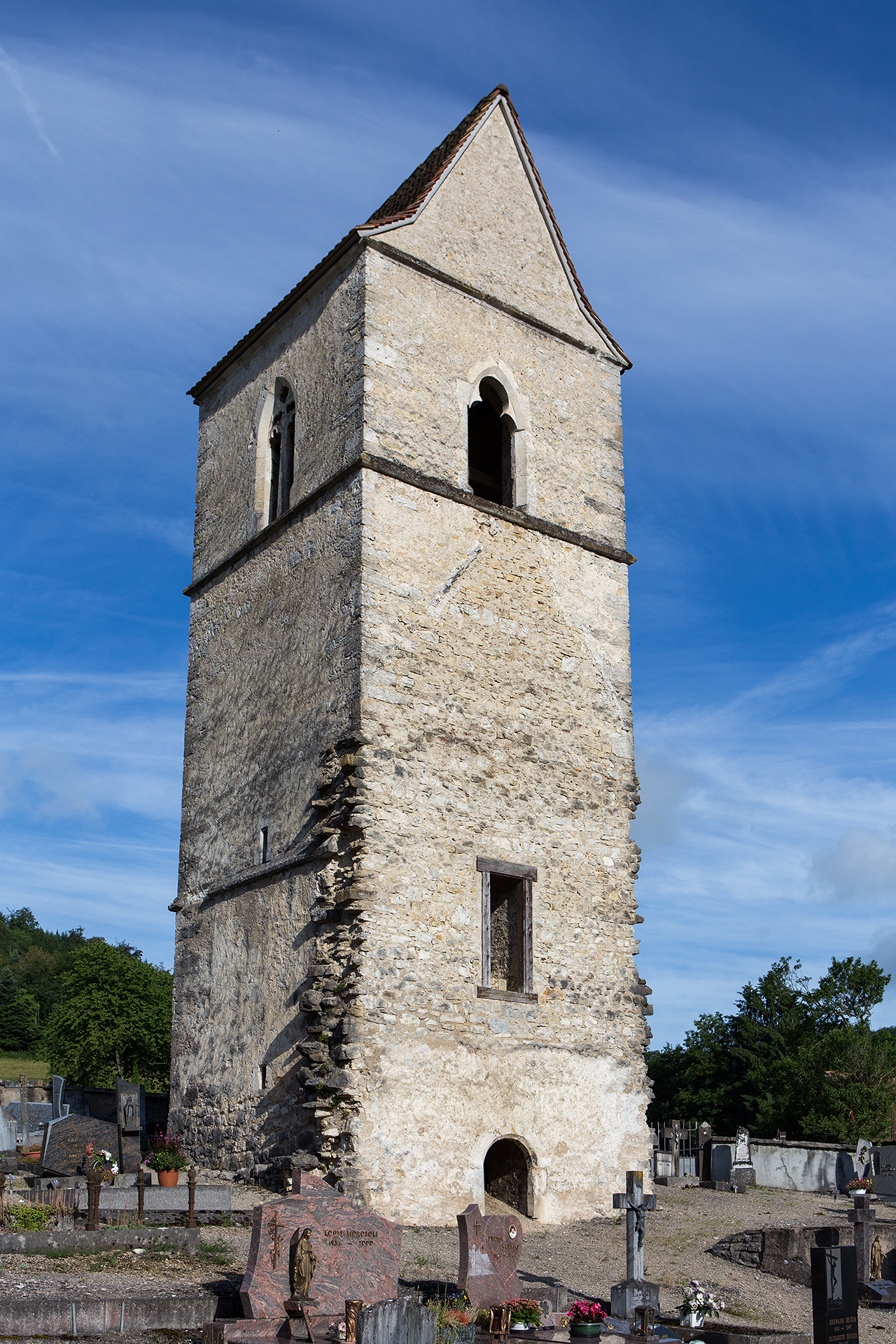
Tour de Mormont
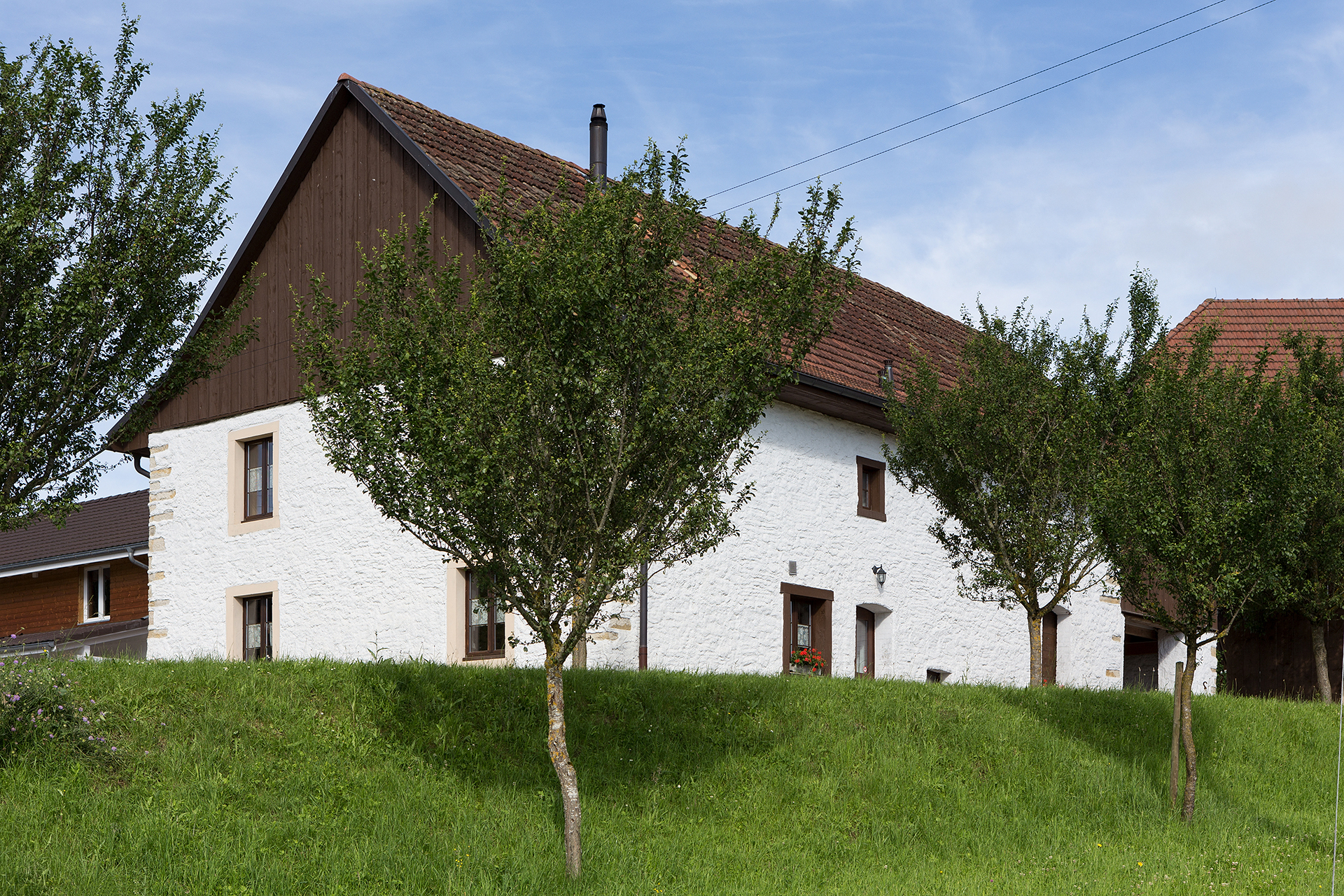
Gîte la Bergerie à Mormont
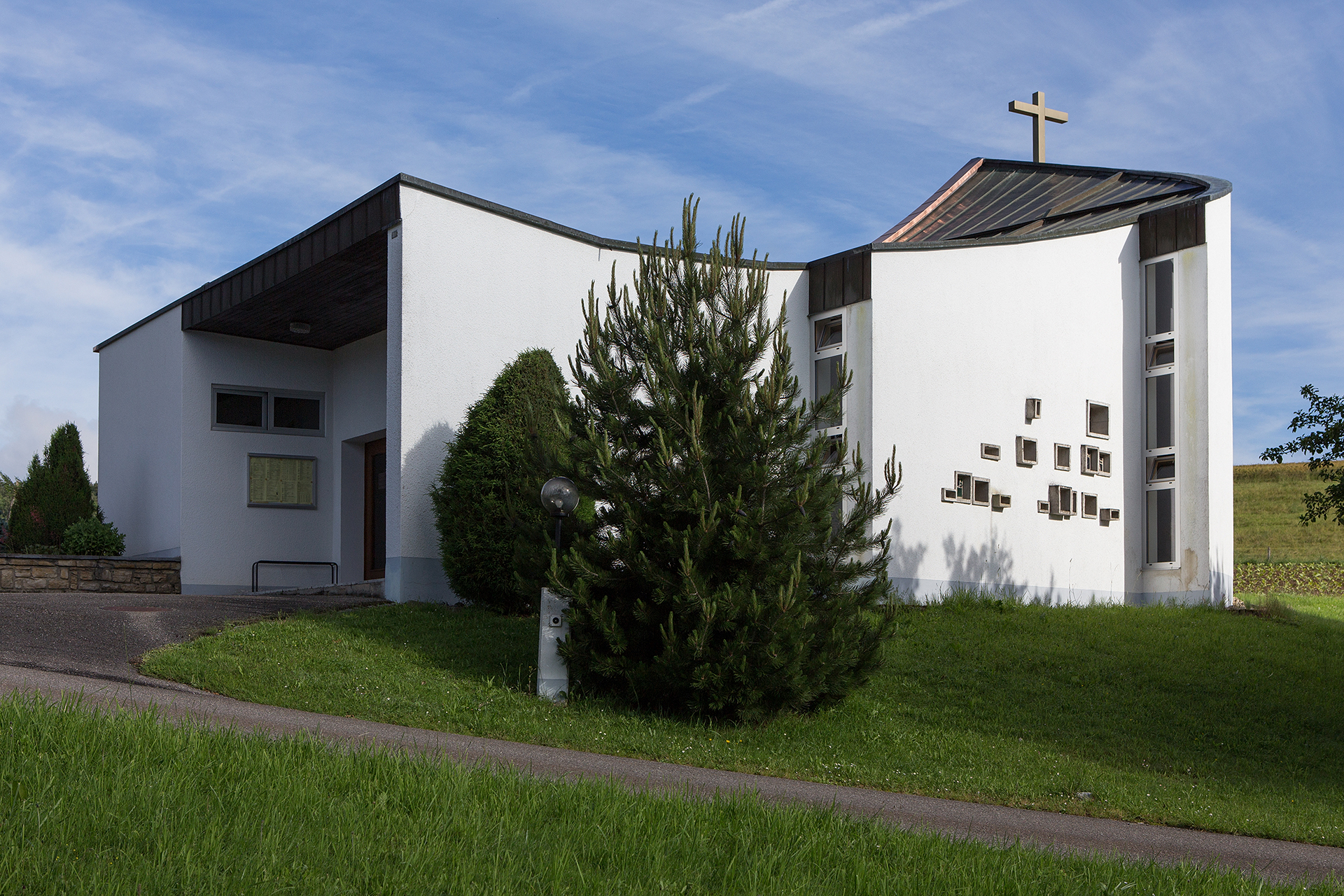
Chapelle Saint Nicolas de Flüe à Mormont
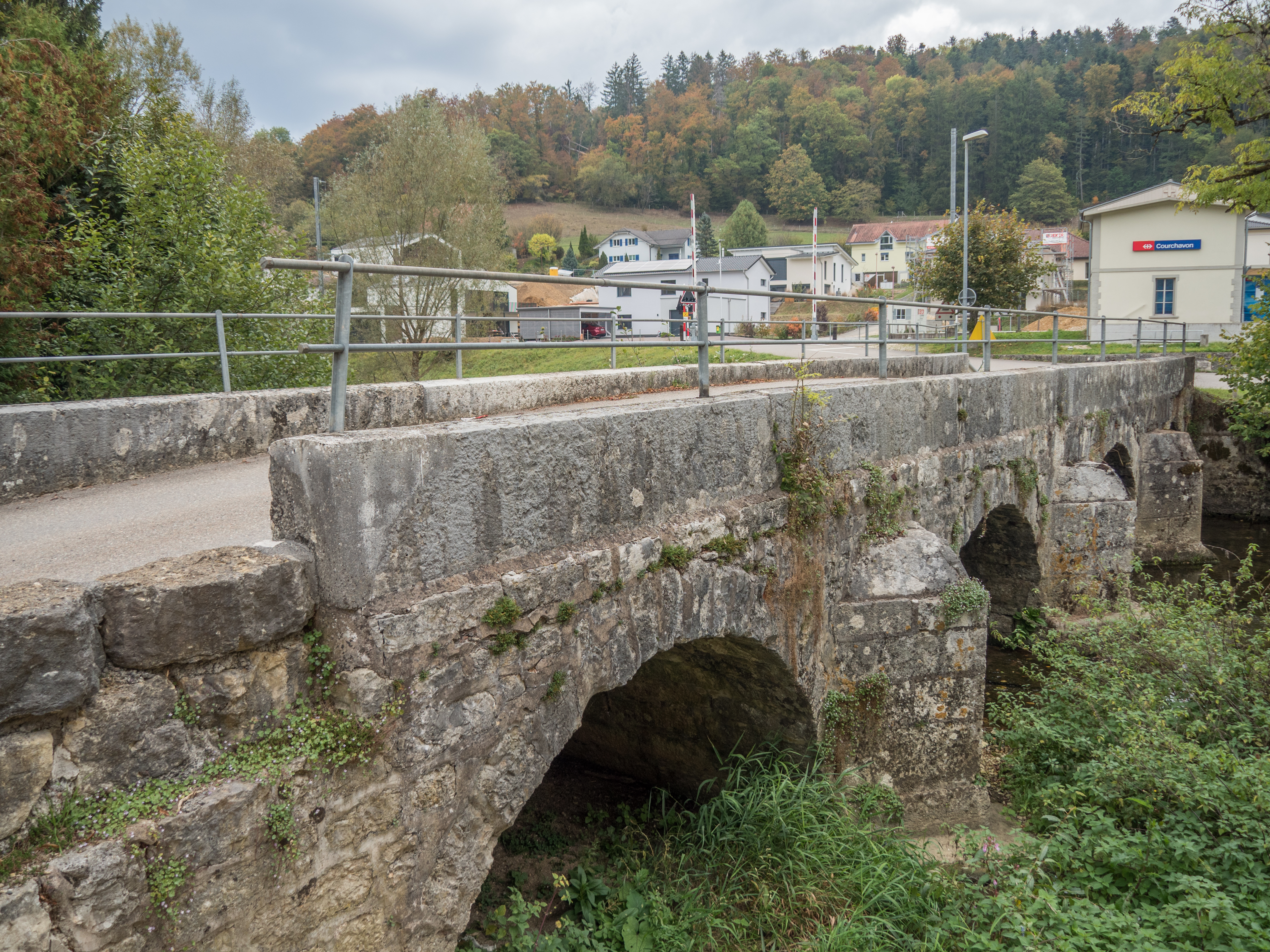
Steinbogenbrücke beim Bahnhof über die Allaine